# 고바야시 시게루
고바야시 시게루(일본어: 小林 繁, 1952년 11월 14일 ~ 2010년 1월 17일)는 일본의 전 프로 야구 선수이자 야구 지도자, 야구 해설가·평론가이다. 돗토리현 도하쿠군 아카사키정(현: 고토우라정) 출신이며 현역 시절 포지션은 투수였다.
사회인 야구팀 젠다이마루를 거쳐 1971년 프로 야구 드래프트 6순위로 요미우리 자이언츠에 입단했고 1978년 11월 일본 프로 야구계 최대의 이슈로 알려진 에가와 사건에 휘말리면서 에가와 스구루와의 맞트레이드로 한신 타이거스에 이적, 1983년에 현역에서 은퇴할 때까지 ‘비극의 영웅’(悲劇のヒーロー)이라는 별명이 불릴 정도로 인기를 얻었다.
선수 생활 11년 동안 통산 139승 95패 17세이브, 평균 자책점 3.18의 성적을 남겼을 뿐만 아니라 최고의 투수에게 주어지는 사와무라 에이지상을 두 차례나 받았으며 은퇴 후에는 TBS와 아사히 방송 등의 야구 해설자를 거쳐 오사카 긴테쓰 버펄로스, SK 와이번스, 홋카이도 닛폰햄 파이터스에서 투수 코치를 역임하는 등 지도자 생활을 했다.

## 인물

### 어린 시절
8살 때 아버지로부터 야구용 글러브를 건네받아 캐치볼을 일과로 삼게 됐다. 초등학교 시절에 소프트볼 선수로 활약했고, 중학교 시절에는 야구부에 소속됐다. 당시에는 위장이 좋지 않은 적도 있어서 신장 170cm에 비해 체중이 50kg 정도 밖에 나가지 않았다.

### 고등학교 시절
중학교 졸업 후인 1968년, 유라이쿠에이 고등학교(현: 돗토리 현립 돗토리추오이쿠에이 고등학교)에 입학하여 야구부에 입단했다. 당시 감독을 맡았던 마키노 노리후미는 당시의 고바야시에 대해서 “딱히 공이 빨랐던 것은 아니다. 컨트롤은 나쁘지 않았지만 뛰어나게 좋다고 할 정도도 아니었다”, “던지는 공 자체가 대단하지 않았다”, “‘어떻게 해서라도 원한다’라고 생각할 만한 투수는 아니었다”라고 말하는 한편 “인상적이었던 것은 마운드에서의 고바야시는 항상 냉정했다”, “세로로 쪼개지는 커브를 섞어 상대 타자의 타이밍을 잘 빼앗는다. 투구 기술은 중학생 수준이 아니었다”라고 평가했다. 신체적인 면에서는 남다른 탄력성이 인상깊었다고 한다. 2학년인 1969년까지는 1년 선배였던 다케나카 아키라가 에이스 투수를 맡아 고바야시는 투수로서의 연습을 계속하면서 외야수로서 경기에 출전했다. 감독은 3루수로 기용하겠다는 입장을 전달했지만 고바야시는 이를 거절했다. 자신보다 구위력과 구속이 있는 공을 던지는 다케나카에게 대항하기 위해서 2학년 때 오버핸드에서 사이드암으로의 전향을 시도했다. 사이드암으로 전향한 이후 구위력과 구속 모두 좋아지면서 이번에는 슈토를 습득했지만 사이드암으로 전향한 배경에는 ‘오른쪽 어깨 통증을 피하기 위해서’라는 이유도 있다.
3학년이던 1970년에는 에이스로서 팀을 이끌었지만 같은 해 5월 2일자 ‘니혼카이 신문’은 유라이쿠에이 고등학교를 “고바야시 투수의 원맨의 느낌이 강하다”라고 평가했다. 같은 해에 열린 춘계 주고쿠 대회 돗토리현 예선 결승에 올랐지만 요나고히가시 고등학교에게 패했다. 그해 하계 고시엔 대회 돗토리현 예선에는 준결승전에서 요나고 고등학교에게 패했고 히가시주고쿠 대회에는 오르지 못했다.

### 젠다이마루 시절
팀은 하계 돗토리현 대회에서 패하여 고바야시의 진로가 정해지지 않는 가운데 간사이 대학 야구부 주장이었던 기지마 잇코의 권유로 야구부의 선택을 받았다. 고바야시는 고교 시절 활약상에 대해 높은 평가를 받아 스포츠 추천에 의한 입학이 확실시 될 것으로 생각했지만 간사이 대학이 스포츠 추천 범위를 돌연 폐지하면서 입학은 무산됐다. 추천 범위의 폐지는 당시 대학 분쟁의 영향이었다고 하지만 고바야시는 간사이 대학의 연습에도 참가하고 있었다. 마찬가지로 연습에 참가하면서도 추천 범위 폐지로 진학하지 않았던 선수에는 다오 야스시가 있다(도시샤 대학에 진학). 당시 간사이 대학에 재학 중이던 야마구치 다카시와는 훗날까지 친분이 있었다. 추천 범위가 폐지된 후에는 대학 졸업 후 다이마루의 입사가 결정된 기지마로부터 다시 권유를 받아 1971년에 다이마루에 입사했다. 고베점에 근무하면서 당초엔 포목 매장에 배속돼 당시 여성 고객과 점원들 사이에서 잘생긴 외모로 화제를 불러일으켰다고 한다. 그러면서도 같은 회사의 사회인 야구팀 ‘젠다이마루’에서 활약하게 됐다. 고바야시는 처음에 ‘아슬아슬하게 들어오게 됐다’라고 생각하고 있었지만 실제 고바야시의 능력은 높게 평가되고 있다. 소속처인 고베점에서는 연습 후에 업무가 면제됐다는 것이 그 증거라고 할 수 있지만 이 시기에 고바야시는 구종을 늘리기 위해서 팔의 위치를 내리고 언더핸드에 가까운 투구 폼으로 던지게 됐다. 이것에 의해 커브의 곡선도 예전보다 좋아졌다. 목적을 깊게 만드는 투구 모션은 명백히 언더핸드로 보여진다. 그러나 공을 놓을 때까지는 팔의 궤도 사이드암이었지만 고바야시의 투구폼은 일반적으로 사이드암이라고 표현하고 있지만 고바야시의 성대모사를 흉내내고 있던 아카시야 산마가 ‘Mr. 언더스로’라는 타이틀 음반을 낸 것처럼 일부에서는 언더스로라고 표현하고 있었다.
입사 1년째인 1971년 5월, 요미우리 자이언츠 스카우트였던 이토 기쿠오는 닛폰 석유와의 연습 경기에 등판한 고바야시를 주목하게 됐다. 어릴 때부터 요미우리팬이었지만 체격은 그리 뛰어나지 않았기 때문에 프로 야구 선수가 되는 것이 무리라고 생각하고 있었던 고바야시는 도시 대항 야구 대회의 교토 예선을 목표로 하는 연습 도중에 이토를 발견하면서 크게 놀란 듯한 반응을 보였고 팀은 교토 예선에서 승리한 적은 없었지만 대회 직후 긴테쓰 버펄로스와 난카이 호크스도 고바야시를 주목하게 됐다. 하지만 고바야시로서는 여전히 위장이 좋지 않다는 문제를 안고 있어서 여름만 되면 컨디션이 나빠지기 일쑤였기 때문에 체력면에서 프로 야구에서의 시즌을 통해 얼마나 활약할 수 있을지에 대한 불안감을 갖고 있었다.또한 도시 대항 야구 대회에서의 좋은 성적을 거둬서 젠다이마루에 보답을 하고 싶다는 생각을 갖고 있었기 때문에 프로 구단에 들어가지 않겠다는 입장을 밝혔다. 고바야시의 선언으로 긴테쓰와 난카이는 그해 드래프트 회의에서 지명을 피했고 이것을 요미우리가 6순위로 지명했다. 고바야시는 사전의 선언대로 입단을 포기했지만 요미우리측에서는 지명에 의해 1년간 협상권을 확보하여 도시 대항 야구 대회가 종료된 후에 고바야시를 입단시키려는 목적이 있었다.
이듬해 1972년 3월, 교토 사회인 춘계 대회에서 이 대회에서의 역대 두 번째인 노히트 노런을 달성했다. 5월에는 교토시장배 쟁탈 사회인 야구 대회에서도 준결승전과 결승전에서 완봉승을 거두는 등 6월에 열릴 예정인 도시 대항 야구 대회 교토 예선에 임했다. 팀은 3전 전승의 성적을 기록하면서 3년 만에 도시 대항 야구 대회 출전을 결정지었고 고바야시는 결승 리그에서 작년에 패한 닛폰 신약을 상대로 1실점을 호투해 완투 승리를 거뒀다. 7월에 열린 제43회 도시 대항 야구 대회 1차전에서 덴덴도호쿠를 상대로 선발 등판해 5이닝 동안 1실점으로 막아냈지만 팀은 패했다. 그 후 고바야시는 이토 기쿠오에게 요미우리에 입단하겠다는 의사를 전했다. 그해 11월 17일에 요미우리의 입단이 공식 발표됐다. 고바야시에게는 이미 1년 전 다이마루에서 활약하여 다음 번의 드래프트 회의에서 보다 상위에서의 지명을 노리는 선택사항도 있었지만 요미우리로부터 지명을 받게된다는 보장은 없었기 때문에 요미우리팬인 아버지에게 기뻐해드렸으면 한다라는 생각을 우선시했다. 입단을 앞둔 고바야시는 당시의 제한 최고액수인 1,000만 엔의 계약금을 요구했고 900만 엔의 계약금과 1년째에 1승을 하면 100만 엔을 더한다는 조건을 받았다.

### 프로 야구 선수 시절

#### 요미우리 자이언츠 시절
입단 전에는 프로 구단 연습도 잘할 수 있을 거라고 생각했었지만 요미우리의 연습은 상상 이상으로 엄격했고 근육통을 참아내며 연습을 따라갈 수밖에 없었다. 그래도 춘계 스프링 캠프 중 5일간은 1군에서 보냈다. 처음 1군에서 연습했던 날 고바야시는 나가시마 시게오나 오 사다하루 등과 같은 주력 선수들의 분위기에 압도당해서 “무슨 연습을 했는지 조차도 기억이 안날 정도”라고 긴장하면서 “여기가 프로구나, 여기가 야구로 돈을 벌 수 있는 장소구나”라고 느꼈다고 한다. 후에 한신 타이거스에서 팀 동료가 되는 에모토 다케노리는 고바야시의 신체를 “3개의 와이어를 1개 묶음으로 만들어서 더 나아가 그 와이어를 묶어서 만든 것 같은 근육으로 만들어져 있었다”라고 평가했지만 고바야시에 의하면 프로에 입단한 해에 연습으로 다져진 거라고 말했다.
1년째인 1973년에는 2군(이스턴 리그)에서 7승 5패 10세이브, 평균 자책점 2.43의 성적을 기록했고 고바야시는 시즌 종반이던 9월 26일에 주니치 드래건스전(고라쿠엔 구장)에서 1군 첫 등판을 이뤘다. 팀이 지고 있는 상황에서 구원 등판해 좋은 결과를 남겼다. 10월 11일 한신 타이거스전(고라쿠엔 구장)에서 팀의 6번째 투수로 등판해 1이닝을 던져 무실점으로 막았다. 이 경기는 요미우리의 센트럴 리그 우승을 좌우하는 경기라고 불릴 정도로 닛폰 TV 계열에 방송 예정 범위를 넘어서 방송되는 등 야구 팬들의 주목을 끌어 고바야시의 존재가 알려지는 계기가 됐다. 시즌 종료 후 고바야시는 은사였던 마키노 노리후미에게 “아마 프로에서 성공할 수 있을 것 같습니다”라고 말했다고 한다.
2년째인 1974년 1월, 고바야시는 다이마루에서 근무할 당시의 예전 동료였던 여성과 교제한 끝에 결혼했다(그 후에 이혼). 고바야시는 입단과 동시에 결혼할 생각이었지만 가와카미 데쓰하루 감독으로부터 ‘결혼을 1년 늦추고 야구에만 전념하라’는 설득을 받아 결혼을 연기했다. 그 해부터 등번호 40번을 19번으로 바꾸면서 1군에 정착하게 됐다.
1975년, 가와카미에 뒤를 이어 나가시마가 감독으로 취임한 요미우리는 구단 창단 이후 처음으로 센트럴 리그 최하위 성적(6위)을 기록하여 시즌 종료 후 고바야시는 1군 투수 코치였던 스기시타 시게루에 대해 노골적인 불만을 가지면서 은퇴를 결심했고 한때 프로 골퍼 전향을 생각한 적도 있었다. 다마가와 그라운드에서 실시한 추계 연습에서 고바야시가 긴장을 풀기 위해 니우라 히사오와 실내 연습장에서 서로 장난치던 중 스기시타가 “장난치지 마, 이 멍청한 자식아! 내가 좋다고 할 때까지 밖에서 뛰어!”라고 크게 호통쳤고, 빗속을 3시간에 걸쳐 러닝을 강요당했다. ‘이젠 용서받을 수 있겠지’라고 생각한 두 사람이 러닝을 마쳤을 때에는 연습은 이미 끝났고 고바야시·니우라를 제외한 선수들과 스기시타를 비롯한 코칭 스태프들도 그라운드에서 철수했다. 이에 반발한 고바야시는 2군 투수 코치 미야타 유키노리에게 전화를 걸어 현역 은퇴에 관한 입장을 전한 뒤 골프채를 구입하는 등 연습을 쉬면서 프로 골퍼 전향을 위한 준비를 진행했지만 팀 동료 다카하시 요시마사로부터 전화로 “자네 사정은 알겠다. 그만두는 것은 말리지 않겠다. 그렇지만 넌 한 번이라도 죽을 듯한 기세로 야구에 임해본 적이 있는가? 만약 없다면 한 번이라도 좋으니 죽을 각오로 해봐라. 그만 두는 것은 그 뒤라도 늦지 않잖아?”라고 설득을 했다. 다카하시의 권유에 따라 스기시타에게 사죄하고 연습에 다시 복귀했다.
1976년에는 하리모토 이사오와 가토 하지메 등을 트레이드로 영입하여 전력 보강을 단행한 요미우리는 2년 만에 센트럴 리그 우승을 제패했고 고바야시는 그해 18승과 평균 자책점 2.99의 성적으로 모두 리그 2위의 성적을 올렸을 뿐만 아니라 리그 우승을 결정짓는 10월 16일 히로시마 도요 카프전(히로시마 도요 카프)에서 구원 등판했다. 한큐 브레이브스와 맞붙은 일본 시리즈에서는 전체 7경기 중 6경기에 등판하여 2승 1패 1세이브를 기록했다. 1977년에는 팀이 2년 연속 리그 우승을 달성하면서 고바야시는 작년과 마찬가지로 18승(평균 자책점 2.92)을 올렸다. 다승왕과 최우수 평균 자책점 타이틀을 차지할 수는 없었지만 최고의 투수에게 주어지는 사와무라 에이지상을 수상했고 베스트 나인에도 선정(투수 부문)됐다. 같은 해 한큐 브레이브스와의 일본 시리즈에서는 전체 5경기 중 4경기에 등판했는데 1차전에서 일본 시리즈 첫 선발 등판을 이뤄 야마다 히사시와 투수전을 펼쳤지만 제구력 난조로 실점을 연발하는 등 2이닝만에 조기 강판돼 패전 투수가 됐다.

#### 에가와 사건에 의한 전격 트레이드
1978년 11월 20일, 요미우리는 ‘입단 교섭 기간은 드래프트 회의 당일부터 다음 해의 드래프트 회의 전전날(이틀 전)까지로 한다’라는 야구 협약의 맹점을 찌르는 방식으로 1977년도 드래프트 회의에서 크라운라이터 라이온스로부터 1순위 지명을 받은 에가와 스구루와 드래프트 회의 전날인 그 날에 전격으로 입단 계약을 맺었다(에가와 사건, 일명 ‘공백의 하루 사건’). 하지만 에가와와 입단 계약을 맺은 요미우리에 대해 스즈키 류지 센트럴 리그 회장은 인정하지 않았고 이에 반발한 요미우리는 드래프트 회의를 불참했다. 드래프트 회의 결과 한신 타이거스가 에가와의 협상권을 얻었지만 요미우리는 “전체 12개 구단이 참석하지 않은 드래프트 회의는 무효”라고 주장했다. 에가와의 지위보전을 요구하는 가처분 신청을 도쿄 지방재판소에 제소를 하는 것과 동시에 일본 야구 기구를 탈퇴해서 새로운 리그를 독자적으로 설립하겠다고 밝혔다.
12월 21일, 일본 야구 기구 가네코 도시 커미셔너는 “드래프트 회의는 유효”하는 견해를 밝혔고, “한신 타이거스가 에가와에 대한 협상권을 가진다”라는 중재를 내렸지만 다음날이 돼서야 “에가와에게 한 번은 한신과 입단 계약을 주고받고, 그 후에 곧바로 요미우리에 트레이드시키는 방식의 해결을 원한다”라는 취지의 ‘강한 요구’를 표명했다. 일련의 경위에 대해 세간에서는 거센 반발과 비판이 쏟아짐과 동시에 에가와의 트레이드 상대가 어느 선수가 될지에 관심이 쏠렸다. 트레이드 기한은 1월 31일로 설정돼 니우라 히사오, 다카다 시게루, 아와구치 겐지, 니시모토 다카시 등과 함께 고바야시의 이름도 올랐다. 니우라는 “나를 대신했다. 한신은 나를 요구한 것 같아보였지만 나가시마 감독이 거절해서 고바야시가 가게 된 것으로 알고 있다. 나 같은 경우 대단한 성적은 아니었지만 한신전은 좋은 환경에서 잘 막아내는 인상이 있는 것 같아서 였을까. 그래도 그는 반골 기질이 강한 사람이기 때문에 이적 1년차에 요미우리전에서 활약했을 것이다”라고 말했다. 참고로 당초에는 에가와 - 요미우리와의 사이에는 현금 트레이드로 이야기를 진행한다는 합의가 돼있었다.
요미우리의 스프링 캠프는 2월 1일에 시작할 예정이었다. 그 전날인 1월 31일 오전, 고바야시는 스프링 캠프지인 미야자키현에 비행기로 이동하기 위해 도쿄도내의 호텔에서 하네다 공항에 도착했고 팀 동료와 함께 합류하려고 했지만 거기에 구단 사무소 서무부장과 구단 직원에 의해서 소환돼 요미우리의 사기가 새겨진 전용차에 그대로 탑승, 호텔 뉴오타니로 불려갔다. 전용차를 보았을 때 고바야시는 “어? 내가? 이게 현실인가?”라고 동요해 “그런가? 정말로 트레이드가 있었구나. 어, 그런데 왜 하필이면 나야?”라고 알아챘다고 한다. 그것까지 고바야시에게는 “설마 자이언츠가 그런 일은 하지 않을 것이다”, “그것을 하면 자이언츠도 마지막이다”라는 생각이 들었다. 호텔 방안에서는 구단 사장 하세가와 지쓰오가 고바야시에게 “네가 승낙해 주지 않으면 자이언츠는 센트럴 리그를 나가지 않으면 안 된다”, “어떻게든 사정을 헤아려 주었으면 한다”라고 말했다. 고바야시에 의하면 하세가와의 어조는 사무적이어서 결정 사항의 전달과 같은 느낌이 들었다고 말한다. 구단은 30일에 고바야시를 트레이드 대상자로 포함시켰고 고바야시의 자택에 전화를 걸어 연락을 시도했지만 고바야시는 호텔에, 가족도 고베로 이동하고 있었기 때문에 연락이 닿지 않자 공항에서 고바야시가 도착할 때까지 기다렸다.
고바야시는 몇 시간을 들여 생각한 끝에 결국 트레이드에 동의하였고 다음날인 2월 1일 새벽 0시에 도쿄도내에 위치한 구단 사무소에서 기자회견을 열었다. 스포츠 기자인 곤도 다카오는 조금씩 한신에 입단시키는 것을 경계하고 있던 에가와가 오후 4시 20분에 한신과의 입단 계약을 맺고 있는 것부터 이 시간대에는 고바야시가 이적에 동의하고 있었을 것이라고 추측했다. 기자회견에서 고바야시는 한신의 이적에 동의하는 내용의 취지를 밝히면서 의연한 행동을 보였다.
| “ | 희생됐다는 생각은 안합니다. 나 자신은 지금도 요미우리를 좋아합니다. 에가와와는 이야기가 잘됐으니까 이제부터가 고생일거라 생각하지만 요미우리의 일원으로서 잘해줬으면 좋겠습니다. | ” |

고바야시는 그러나 그것은 ‘냉정하게 행동하고 있는 자신을 보여주려고 했던’것일 뿐 내심으로는 ‘이제 빨리 나를 풀어달라’라고 생각하고 있었던 것이라고 한다.
트레이드에 따른 제3자의 행위에 아래와 같은 내용의 ‘각서’를 맺었다.
| 1. 공로금 3,000만 엔[주 4] 지불 2. 은퇴 시 닛폰 TV와 요미우리가 취직 주선 |
각서를 맺은 후 문서는 구단이 작성·보관하면서 고바야시는 한 번도 그 내용을 본 적이 없었다고 한다. 또한 실제로 이행된건 공로금의 지불만으로 나카하타 기요시의 은퇴 시에 닛폰 TV 해설자 부임을 고바야시가 요망했을 경우 쇼리키 도루 구단주는 “그 건은 이제 됐네”라고 말했고, 고바야시도 이를 승낙했다. 이것에 대해 고바야시는 “나는 미래의 신분 보증을 가만히 돌려주는 인간이니까 돈에 흔들리는건 아니다”라고 말했다. 기자회견이 끝난 후 고바야시는 팀 동료에게 인사를 하면서 짐을 꾸리기 위해 미야자키에 가려고 했지만 “네가 가면 소동이 일어날 뿐만 아니라 선수들도 정신적 동요를 초래할지도 모른다”라는 구단의 만류로 결국 실행에 옮기지는 못했다.
한편, 2월 8일에 열린 프로 야구 실행 위원회에서 요미우리의 당시 행동에 대해 타 구단들은 집중적으로 비판했고 작년 12월 22일 가네코 커미셔너에 의한 ‘고바야시 - 에가와 트레이드’는 백지화되면서 고바야시는 한신에 트레이드 됐다. 에가와의 요미우리 이적은 시즌 개막일까지 인정하지 않았고 요미우리는 6월까지 에가와를 자숙시키기로 결정했다. 또, 이 사건에 대한 책임을 지고 가네코는 커미셔너직에서 사임했다. 이것으로 에가와 사건은 일단락됐다고 하는데 고바야시 안에서 끝난 것은 1987년, 에가와가 현역 은퇴를 발표한 날에 쇼리키 도루 구단주로부터 전화를 받아 “에가와가 오늘 부로 그만뒀다. 너한테만 보고해 둔다”, “너한테는 고생시키고 말았다”라는 사과를 받았을 때였다고 한다. 고바야시는 이 사실을 TV 프로그램에서 공개됐다.
위의 내용을 다시 정리하자면 다음과 같다.
| 1. 고바야시를 재차 한신에 맞트레이드로 이적시킨다. 2. 에가와의 요미우리 이적은 시즌 개막일까지 인정하지 않는다. 3. 요미우리는 6월까지 에가와를 자숙시키기로 결정. |

#### 한신 타이거스 시절
1979년 2월 10일, 고바야시는 오사카시내에서 기자회견을 열어 한신 타이거스의 입단을 공식 발표했다. 등번호는 고바야시의 강력한 요구에 의해 요미우리 시절과 똑같은 ‘19’번으로 정해졌다. 기자회견을 마친 고바야시는 곧바로 한신의 캠프지인 고치현 아키시로 향했고 고치현의 라디오 방송국은 고바야시가 도착했다는 내용의 뉴스를 보도했고 이튿날 2월 11일에는 ‘비극의 영웅’을 보기 위해 당시 아키시의 인구 절반에 해당하는 1만 2,000명의 사람들이 몰려와 스프링 캠프 주변에 인산인해를 이뤘다. 당시 한신의 주력 선수였던 가케후 마사유키에 의하면 스프링 캠프에서의 첫 미팅 때, 고바야시는 인사하면서 ‘요미우리에게는 전통이 있지만 한신에는 전통이 없다’라고 발언했다고 한다. 가케후는 이 발언에 대해 ‘분했다’, ‘대체 뭘 말하는거야’라는 인상을 가졌지만 훗날엔 고바야시의 진심은 ‘승리에 대한 집념의 차이를 지적한 것은 아닐까’ 라고 밝혔다.
고바야시는 요미우리에 대한 미련이 있으면서도 “요미우리에게만은 지고 싶지 않다”라고 생각하면서 요미우리전에 맞춰 자신의 로테이션을 짜기 위해 돈 블레이저 감독에게도 말했다. 개막 2경기째가 되는 4월 10일 한신 고시엔 구장에서의 경기를 시작으로 요미우리전에서의 8연승을 장식해 ‘요미우리 에이스의 무서움’을 과시했다. 트레이드 앞두고 고바야시에겐 “자신은 요미우리의 필요한 투수다”라는 자부심이 있었지만 에가와와의 트레이드 상대가 됐을 때는 “고바야시를 내서라도 에가와를 잡고 싶다”, “고바야시보다 에가와 쪽이 전력이 된다”라고 구단측이 판단한 것이라고 생각해 자존심에 큰 상처를 입었다. 요미우리전에 등판했을 때의 고바야시는 평상시에 보인 쿨한 태도를 버리고 벤치 뒤에서 목소리를 내며 기합을 불어넣는 등의 행동으로 투지를 노출했다. 또 요미우리전에 등판하는 날은 팽팽한 분위기를 감돌게 해 신문기자는 구장에 들어간 모습을 보는 것만으로 고바야시가 그날 경기에 선발로 등판하는 것을 알 수 있었다고 하였다. 그 해에 고바야시는 22승, 2.89의 평균 자책점을 기록하는 성적을 남겨 2년 만에 사와무라상(역대 두 번째로 복수 구단에서의 사와무라상 달성)과 베스트 나인을 연거푸 수상했다. 가케후 마사유키는 고바야시가 이적 첫 해에 이러한 성적을 남겼던 것에 대해 ‘요미우리에 대한 이기려는 고집과 같은 것을 보였다’라고 말했고 ‘토박이’로 4번 타자인 자신에 대해 ‘이런 사람에게 질 수 없다’라는 중압감을 느끼게 됐다고 토로했다. 그러나 고바야시 자신은 훗날 1979년 시즌에 대한 아래와 같은 부정적인 입장을 드러냈다.

그 때에 내가 한 행동은 야구 선수로서 칭찬받은 일이 없었다. 오로지 나 자신을 위해서 야구를 하고 있었으니까, 그런 사건이 있어서 트레이드로 한신으로 가게 돼서 분했었다. 그러니까 ‘나는 살아남겠다. 지지 않을 거다’라고 주장하고 싶었다. … 그것뿐인 야구, 그런 야구는 전혀 안되겠지. 팀보다는 내가 항상 앞장서고 있었다. … 그런 것은 악랄함만이 있는 야구이다. 그런데 팬도 언론에서도 내가 요미우리와 상대해서 이길 때마다 큰 소동이 벌어졌다. 세상이 그런 식으로 움직이는 것이 정말 싫었다. ‘당신들은 바보인가’라고 생각하면서, 그렇지만 나는 요미우리에게 지고 싶지 않다고 생각했기에 필사적으로 던지고 있었다. 결국, 세상에 조종당하고 있었다. 그 때의 나는….
 — 고바야시 시게루
이적 2년째인 1980년 8월 16일, 고라쿠엔 구장에서 열린 요미우리전에서 처음으로 에가와와 투수전을 펼쳤다. 3실점에서 완투한 에가와에 대해 고바야시는 5이닝 동안 4실점을 기록하면서 강판됐고 경기는 요미우리가 승리하여 에가와는 승리 투수가 됐다. 경기 종료 후 에가와가 흥분한 모습을 보인 것에 대해 고바야시는 다음과 같이 말했다.

그런 것은 빨리 끝나는 편이 좋다고 생각했다. 대개 두 사람의 투수가 서로 던졌던 것만은 아니다. 그렇지만 카메라에 계속 쫓겨서 쓸데없는 사진도 가득 찍혀서 마치 죄지은 사람 취급을 당한 것 같은 기분이 들었으니까…. … 그래도 나의 야구 인생에 있어서의 번거로운 것은 이것으로 끝났다. 그 친구(에가와)가 이겨서 다행일지도 모른다. 지고 있었더라면 무슨 말을 들을지 모르니까.
 — 고바야시 시게루
고바야시는 “작년에 맞붙었는데 우리가 이겼었다. 하지만 무엇인가 요미우리에 대한 의식이 나 자신 속에서 너무 바뀌어버렸다”라고 말했다. 곤도 다카오에 의하면 실제로 고바야시는 이때쯤부터 요미우리전을 치르기 전에도 이전과 같이 긴장하는 분위기를 풍기지 않게 됐다. 곤도는 “고바야시가 마음속에서부터 불타올라 마운드에 설 수 있었던 건 실제로 이적 1년째인 79년 뿐이었을지도 모른다”라고 말하고 있다. 1980년 이후에도 고바야시는 매년 두 자릿수의 승수를 올렸지만 유독 요미우리와의 전적에서 5승 15패라는 최악의 성적을 남겨 패전 수가 더 많아졌다. 고바야시에 따르면 1980년 이후 요미우리에서 신인 선수가 두각을 나타내며 ‘같은 자이언츠의 유니폼을 입고 있는 다른 팀’이 돼버린 것도 애당초의 “넘치는 듯한 마음”이 옅어진 것으로 이어졌다고 한다.
1982년에 부인과 이혼, 첫 번째 아내와는 에가와 사건이 일어나기 전날 밤에 크게 다투었고 싸움 속에서 관계 수복의 기회도 없는 채에서 만났다.
1982년 시즌 종료 후 고바야시는 “내년 시즌에 15승을 올리지 못하면 유니폼을 벗겠다”라고 선언했는데 이 발언은 다음 시즌으로 향하는 자세의 표현으로 받아들여졌지만 고바야시는 정말로 은퇴를 의식하고 있었다. 원인 중의 하나는 오른쪽 팔꿈치에 있었다. 고바야시의 오른쪽 팔꿈치는 1978년경부터 제대로 뻗을 수가 없게되면서 1982년에는 안쪽으로 강하게 굽힐 수가 없게 됐다. 게다가 1981년경부터 하반신의 밟고 당김이 말을 듣지 않게돼 어깨의 힘에 의지하고 전력투구를 계속하였지만 오른쪽 팔꿈치 상태는 더 악화됐다. 또, 연봉이 오르지 않아서 요미우리 시절에 경험한 ‘팀으로서 이기기 위한 야구’를 경험할 수 없는 가운데 에가와 사건 이후 꼬리표처럼 붙어다녔던 ‘비극의 영웅’이라는 이미지에도 싫증이 나서 ‘좋아하는 야구를 하고 있다’라고 감각을 느끼는 등 야구에 대한 정열을 잃어버렸다고 한다. 또한 이때쯤 되면 다부치 고이치의 방출로 상징되는 한신 선수에 대한 냉정한 취급이나 승급에 있어서도 소극적인 자세에 불쾌감을 드러내며 예전 팀 동료에게 ‘요미우리로 돌아가고 싶다’라고 토로했던 사실이 스포츠 닛폰에 의해 보도됐다. 1983년 7월에는 오사카 기타신치에 음식점을 개업하는 등 현역 은퇴 후를 대비해서 사업에도 뛰어들었다.
1983년 시즌 개막 후 고바야시는 15승을 기록할 수 있을지가 불투명한 상황 속에서 은퇴를 결심하게 됐다. 6월 25일 주니치 드래건스전에서 그동안 ‘오리’로 삼았던 오시마 야스노리에게 ‘자신 있게 던지는’ 안쪽의 슈토를 공략했지만 홈런을 얻어맞았다. 이때 고바야시는 프로 야구 선수가 된 뒤 처음으로 ‘무릎이 쑥 빠지는 듯한 허탈감’에 시달렸다고 한다. 직후인 7월 초 고바야시는 당시 닛칸 스포츠 기자였던 이사카 요시유키에게 “나, 그만둘게”라며 현역 은퇴 의사를 밝혔다. 그 후에도 고바야시는 오시마에게 당하는 등 결국 8월에 현역에서 은퇴하기로 결심했다. 은퇴할 당시의 심경에 대해 고바야시는 다음과 같이 말했다.

어깨나 팔꿈치도 힘들었지만 어떻게든 속이면서 하면 아마 다음 시즌에도 10승은 가능할지도 모른다. 거기에 기교파로 스타일을 바꾼다는 방법도 있었을 것이라고 생각한다. 그렇지만 자신이 마음 속에 그린 공을 던질 수 없게 됐는데 계속 던지는 것에 매달리고 싶다고 생각하지 않았다. 그 때는.

이런 말을 해도 어쩔 수는 없지만 만약 그 트레이드 없이 요미우리에 남아 있었더라면 좀더 길게 현역 생활을 이어갈 수도 있었을 것이다. 요미우리에 있으면 35세 정도까지, 아니 던질 수 있는 동안에는 유니폼을 입고 있지는 않았을까. 결국 그 트레이드로 인해서 개인의 평가에 좌지우지되는 나의 인생이 시작됐다. 내가 하고 싶은 대로 살지 못했었다. 주변의 평가에만 신경쓰면서 그런 나 자신이 싫었고, 지치고, 이제 야구에서 멀어지고 싶었다는 생각이 들었다. 그래서 은퇴를 결심했을 때 나의 야구 인생을 되돌아 볼려고도 하지는 않았고 감상에 잠길 것도 없었다.
 — 고바야시 시게루
하지만 고바야시는 현역 은퇴를 택한 진짜 이유는 오른손에 혈행 장애가 있었다는 것을 팀 동료였던 가와토 고조에게만 털어놓았었다. 10월 29일에 현역 은퇴를 표명했다.

### 그 후
현역에서 은퇴 후에는 TBS 야구 해설가(1984년 ~ 1991년)를 맡아 《JNN 스포츠 데스크》, 《JNN 스포츠 채널》, 《지쿠시 데쓰야 NEWS23》의 초대 스포츠 캐스터로 발탁됐다. 고바야시의 말에 따르면, 야구 해설로 사용되는 ‘보이는 공’(見せ球), ‘꽂히고 있다’(差し込まれる)라는 표현은 자신이 직접 고안한 것이라고 말한다. 그 외에도 탤런트로 활동하는 등 예능계에서 활동 영역을 넓혀 프로 야구 선수 시절을 웃도는 수입을 손에 넣게 됐다. 1985년에 한신이 창단 이후 처음으로 일본 시리즈 정상에 오를 당시에 축승회를 취재하던 도중 현역 시절 팀 동료이자 라커룸 근처에 있던 가와토로부터 “너는 타이거스의 일원이다”라고 말하면서 고바야시의 몸에다가 맥주를 끼얹었다.
1992년에는 요리 연구가인 고바야시 구미코와 재혼했지만 구미코는 이듬해 1993년부터 2년 간 프랑스에서 요리 수업을 하는 등 별거 생활이 계속됐다.
1995년부터 1996년까지는 아사히 방송 TV·라디오, 선 TV에서 야구 해설자를 맡았다. 그 사이 1995년 7월에는 가와카미 데쓰하루로부터 사와야카 신당의 후보자로서 제17회 참의원 선거에 후보로 출마해달라는 권유를 받아 부인으로부터 자금적인 지원을 얻어 사와야카 신당의 대표로서 비례구 1위로 입후보했지만 낙선했다. 당의 득표율은 1%에 미치지 못했기 때문에 공탁금이 몰수된 것을 비롯해 선거 비용도 보전받지 못하고 광고 비용은 자기 부담이 됐다. 입후보를 위해 TV, 라디오 프로그램이나 광고 등에서 모두 하차했기 때문에 고바야시는 엄청난 경제적 타격을 입었다. 그리고 거품 경기 붕괴에 의해 현역 시절부터 경영하고 있던 요식업이나 부동산 사업 등 경영 상황이 악화되면서 빚을 떠안게 됐다.
1997년, 긴테쓰 버펄로스의 1군 투수 코치로 발탁돼 14년 만에 유니폼을 착용하게 됐다. 1997년 시즌에는 3위를 기록하면서 팀의 A클래스(1위~3위, 상위권을 지칭하는 일본 언론의 표현) 진입에 기여했지만 이듬해 1998년에는 5위로 내려앉은 책임과 감독 사사키 교스케와의 타협이 되지 않는 등으로 인해 1999년에는 2군 배터리 종합 코치로 보직이 이동됐다.
2000년에 나시다 마사타카가 감독으로 취임한 이후에는 1군 투수 코치로 복귀하여 1군 타격 코치가 된 마유미 아키노부와 함께 ‘오토코마에 3인방’(男前3人衆)으로 인기을 얻어 긴테쓰 백화점의 포스터에도 실렸다. 2001년에는 약체 투수진의 고단한 생활 끝에 팀이 퍼시픽 리그 정상에 올랐지만 ‘팀 평균 자책점 4.98은 투수 코치의 책임’이라는 비판의 목소리가 나오는 것을 비롯해 시즌 중에 채권자들이 구단 사무소와 구장에까지 들이닥치는 등 위에서 말한 금전적인 문제도 있어서 우승 팀을 이끈 코치임에도 불구하고 그 해를 끝으로 퇴단했다. 긴테쓰 코치로 있을 당시에는 이와쿠마 히사시에게 기술적 지도뿐만 아니라 정신면에서의 중요성을 중요성을 일깨워주고, 결과가 좋지 않았을 때는 ‘마음으로 던져라’, 첫 선발 등판하여 3회에 5점이나 내주고 강판됐을 때는 ‘피하지 말고 좀 더 기백이 담긴 공을 던져달라’고 조언했다.
긴테쓰에서 퇴단한 이후에는 가와토의 소개로 후쿠이현 아와라시에 있는 골프장 지배인을 맡았고 그 사이에는 J SKY SPORTS의 야구 해설자로 활동했다.
가와토의 후원자가 경영하는 골프장에서 잔디 관리, 골프백을 내려주거나 운반, 청소, 프런트 업무 등을 맡아 열심히 일하는 모습이 눈에 띄어 그러한 노력을 인정받아 반년 후에는 지배인을 맡게 됐다. 딸만큼이나 나이차가 나는 세 번째 결혼 상대와도 만났지만  2003년 9월에는 도쿄 지방재판소에 개인 파산신청을 하면서 골프장 지배인 자리에서 물러났는데 고바야시는 당시의 부채액수에 대해 “1대에 몇 억 엔 달하는 외제차 2대분”이라고 말했다.
이후에는 후쿠이시의 중심부에서 상당히 떨어진 곳에 위치한 매우 소박한 규모의 아파트에 살면서 자동차는 사용하지 않고 자전거를 타고 교외의 대형 소매점에서 쇼핑을 했다. 체육 연금과 가끔 수고비가 발생하는 강연, 스포츠 신문에 기고하는 등으로 생계를 유지하는 일은 계속하고 있었지만 세 번째 아내와 후쿠이에서 살고 있다는 사실을 아는 사람은 거의 없었으며 마을에서 만나도 아무도 인사를 건네지 않거나 말을 거는 사람은 거의 없었다. 2006년에는 도쿄 스포츠 전속 평론가를 맡아 야구면에 ‘고바야시 시게루의 세완 파란 반생기’(小林繁の細腕波乱半生記)를 연재했다.
이때부터 V9 시절 팀 동료의 소개로 소년야구팀 ‘올스타 후쿠이’의 지도를 맡게 되면서 주변의 도움을 얻게 됐다. 본인은 지도를 하지만 사례금 같은 것은 일절 받지 않았으며, 팀 대표가 얼마나 미안해하는지를 생각해 10만 엔의 거금이 들어간 봉투를 건넨 적이 있었지만 정작 고바야시는 ‘받으면 계속 가르쳐야 하니까’라는 이유로 웃으며 받지 않았다. 주 5일 연습에 매일 참석하고 집에서 떨어진 연습장까지 걸어가서 스스로 노크 배트를 잡고 투수보다 야수 지도에 열중했다. 지도 뿐만 아니라 경기에도 동행하여 팀 버스에 함께 타고 왕복 8시간의 원정에 나간 적도 있었다. 자금이 원활하지 않은 편이라 원정을 가면 묵는 것은 일종의 ‘소년의 집’ 같은 시설이었고 삼층 침대에서 숙면을 취하거나 넓은 방에서 혼숙하는 수준의 잠을 청하는 경우도 있었다. 고바야시는 팀 선수들을 반드시 성이 아닌 이름으로 불렀고 예의에 까다로우면서도 기술 지도에서도 손을 놓지 않았다. ‘안녕, 고맙다라고 말을 하지 않는 아이는 내 집에 오지 마’라는 그의 말이 입버릇처럼 해댔다. 열정적인 지도는 어김없이 파고들며 팀의 수준은 올라갔고 현내의 강호교로 진학하는 학생들도 늘어났다.
2007년에는 KBO 리그 SK 와이번스 2군 투수 인스트럭터로 발탁하여 아시아 시리즈 대한민국 대표팀의 토대가 된 강력한 투수진을 구축했다. 2008년에도 SK 임시 투수 코치를 맡아 도쿄 스포츠에서 기획한 ‘고바야시 시게루의 캠프 점검’(小林繁のキャンプ点検)을 연재했다. 같은 해에는 예전부터 특별 코치로서 지도하고 있던 소년 야구팀 ‘올스타 후쿠이’의 총감독으로 부임했다.
2009년에는 홋카이도 닛폰햄 파이터스 2군 투수 코치로 발탁됐다. 가마가야의 구단 숙소에 머무르며 자신의 야구론을 연일 미팅에서 젊은 투수들에게 전달해 선수들은 고바야시의 발언들을 자필로 노트에 작성하면서 이를 소화해 나갔다. 그중 한 명이었던 요시카와 미쓰오는 ‘포인트를 다잡다’라는 조언을 힌트로 작용하여 다르빗슈 유가 메이저 리그로 이적한 2012년에 에이스로서 시즌 14승을 거두어 우승에 기여했다. 그 외에 에지리 신타로, 이토카즈 게이사쿠를 오버핸드에서 사이드암으로 전향시켰다. 닛폰햄 2군 투수 코치로 재직하고 있는 와중에도 올스타 후쿠이가 어떻게 운영되고 있는지를 세심하게 신경을 썼는데 올스타전 휴식기에는 후쿠이에 와서 연습하는 모습을 지켜보고 이전과 마찬가지로 지도에만 열중했다. 사용이 끝난 딱딱한 공을 닛폰햄으로부터 받아 팀에 여러 차례나 보낸 적도 있었다.
거의 흠잡을 데 없는 지도자였지만 구단 대표를 비롯한 관계자, 그리고 감독과 술을 마실 때는 대체로 새벽까지 이어졌고, 마셔도 다음날 훈련에는 나오기 때문에 구단 대표나 감독과 함께 지내는 것은 매우 힘들 때도 있다. 또한 여성들만이 있는 가게에 가급적 가지 않았을 뿐만 아니라 사람이 많고 시끄러운 가게도 싫어했는데 아담한 분위기의 술집에서 술마시는 것을 좋아했으며 요미우리 시절의 추억담을 화제삼아 극히 저렴한 가격의 소주를 마셨다.
2009년 시즌 종료 후 고바야시는 다시 후쿠이에 돌아오면서 올스타 후쿠이의 지도에만 전념했고 제87회 선발 고등학교 야구 대회에서 우승한 쓰루가케히 고등학교의 히라누마 쇼타와 야마모토 고다이 등을 육성했다.

#### 에가와와의 화해
고바야시는 1999년에 발행된 《교진 자이언츠를 떠난다는 것》 중에서 에가와에 대해 “에가와 개인에 대한 원한은 아니다. 단, 다른 사람의 인생을 바꿔버린 것은 틀림없는 사실이다”, “한 사람이 취한 행동이 다른 누군가의 인생을 전혀 다른 방향으로 밀어내고 말았다는 것이다. 원한이라기보다는 복잡하게 얽힌 앙금이라고 할 수 있겠다” 라고 말한 후 다음과 같이 말했다.

결국 ‘가치관이 다른 인간이다’라고 생각합니다. 자신이 이렇게 하고 싶다는 소망이 있을 때 그것은 자신의 손으로 잡는 것이지 무언가를 발판으로 하고 누군가를 희생시켜서는 얻을 것이 없다는 것이 본질적인 내 사고방식입니다. 그렇기 때문에 나는 그가(에가와) 전혀 이질적인 인간으로 밖에 생각되지 않습니다.

그 때의 호된 비판으로 인해 그도 고통을 맛본다고 말하는 사람들이 자주 있었죠. 하지만 그것은 누군가에게 ‘이렇게 해달라’고 들은 것이 아니라 자신이 적극적으로 선택한 것이지요. 그래서 본인은 그런 각오로, 하지 않을 수 없었던 것이구요. 그래서 비난을 받았기 때문에 불쌍하다고 이야기 할 것이 아니라 그의 입장에서는 그것은 달게 감수해야만 한다는 각오를 가져야만 합니다. 그도 처음부터 이렇게 되는 것은 알고 있었겠죠.
 — 고바야시 시게루
2007년 가을, 하쿠호도가 기자쿠라의 광고를 통해 에가와, 고뱌야시 두 사람이 일본주를 마시며 대담을 나눈 일이 있었다. 당초 고바야시는 “이제 와서 광고에 나올 생각은 없다”, “내가 한다고 해도 에가와는 어떨까? 아마 거절할거라고 생각한다”라고 말했으나 에가와는 “고바야시가 좋다면 하고 싶다”라고 출연하겠다는 의향을 밝혀 이를 승낙했다. 광고의 주제는 ‘두 사람의 화해’였다.
사전에 협의 없이 그대로 대담 녹화를 진행했다. 고바야시와 에가와는 그때까지 거의 직접 대화를 한 적도 없었기 때문에 에가와는 ‘사죄’를 주제로 녹화에 임했고 “정말 오랫동안 면목이 없었습니다”라고 건배하기 전에 사죄했다. 거기에 대해 고바야시는 “사과할 것 없어!”라고 대답했고, “마음 고생이 많았네. 나도 많이 힘들었어. 둘 다 고생했고 힘들었다”라며 에가와에게 말했다. 또한 고바야시는 본편에서 술잔을 기울이며 “(이번 광고 출연으로)한숨 돌리는 시간을 갖게 됐다. 남은 인생이 조금은 달라지지 않을까”라고 말했다.
고바야시는 대담 후 에가와에 대해 다음과 같이 말했다.

젊은 시절에는 자신이 힘든 일만 생각하고 있었다. 그렇지만 아마 에가와도 몹시 힘들었을 것이다. 어쩌면 나보다 괴로운 인생을 보내고 왔을지도 모른다…. 그러니까 결말을 붙여주지 않으면 안되겠다고 생각했다. 그가 힘든 것에 결말을 붙이지 않으면 나도 결말이 나오지 않기 때문이다.

이제 에가와랑 함께 이야기하면서 또 한 가지 알았던 적이 있다. 그것은 저 친구에게도 취미가 없다는 것이다. 나에게도 취미가 없는 것처럼 사고가 무섭기 때문이라고 해도 주말엔 가족과 함께 드라이브하러 데려가려고도 하지 않았다. 우리들에게는 야구가 전부였다. 가족을 위해 희생해서까지 우리들은 야구를 하고 있었다. 저 친구도 정신없이 야구를 하고 있었던 것이었구나라고 실감했다.
 — 고바야시 시게루

#### 갑작스런 사망
2010년에는 닛폰햄의 1군 투수 코치로 승격돼 전날 밤에도 자신의 방에서 이번 시즌부터 입단하는 새로운 외국인 투수의 DVD 영상을 보고 스프링 캠프에 대비하는 등 새 시즌을 향해 준비를 진행하고 있었지만 스프링 캠프를 2주일 앞둔 1월 17일, 후쿠이시의 기자쿠라 CM 개런티를 계약금으로 구입한 맨션에서 “등이 아프다”고 통증을 호소해 후쿠이 현립 병원에 긴급 이송됐다. 병원으로 이송할 당시에는 심정지 상태였고 병원에 도착하자마자 심폐소생에 들어갔지만 오전 11시경 심근 경색에 의한 심부전으로 사망했다(향년 57세). 사망 전날에는 닛폰햄 본사 주최로 열린 이벤트에 참석하면서 평상시와 변함없는 건강한 모습을 보여주고 있었던 것만큼 고바야시의 갑작스런 사망으로 인해 야구계에서는 큰 충격을 받았다. 영결식은 1월 20일에 거행됐고 다음날인 20일 후쿠이시내에서 고별식이 열려 요미우리 시절의 팀 동료였던 니우라 히사오를 비롯한 구단 관계자와 고바야시의 친구 등 약 500명이 참석했다. 상주는 내연 관계를 맺었던 여성(고바야시에게 있어서는 사실상 세 번째의 아내)이 맡았다. 법명은 ‘球愛院釋静繁 큐우아이인샤쿠세이한[*]’.
3월 3일, 삿포로 돔에서 열린 닛폰햄과 한신의 경기는 ‘고바야시 시게루 추도 경기’로 열렸으며 같은 달 3월에는 돗토리현 구라요시시에 위치한 쇼핑몰 ‘퍼플 타운’에서 ‘고마워요 고바야시 시게루 투수’라는 이름의 추도전이 열렸다.
유골의 일부는 후쿠이현 요시다군 에이헤이지정에 있는 혼가쿠지에 있으며 2016년 1월에는 7주기에 맞춰 자신이 총감독을 맡았던 올스타 후쿠이에 의해서 혼가쿠지에 기념비가 건립됐다.

## 플레이 스타일
한신에 이적했을 무렵 일본 프로 야구계에서 스피드 건이 도입됐지만 고바야시가 던지는 공의 속도는 최고 속도인 시속 130km대 후반이었다. 고바야시는 자신에 대해 “야구 선수로서의 원래 가지고 있는 능력은 그렇게 높지 않다”라고 평가했다. 게다가 “몸이 좋은 투수는 80%의 힘을 낸 것만으로도 나보다 10km 이상이나 빠른 공을 던질 수가 있는데 나는 그 속도 밖에 낼 수 없지만 투구 하나하나를 항상 120%의 힘을 내면서 던졌다”라고 말했다.
고바야시의 투구폼은 오 사다하루의 외다리 타법을 참고에 구축된 것으로 ‘몸을 가라앉히듯이 하여 외다리 상태에서 한번 깊게 모아두어 거기서부터 모으는 시간을 조절하여 상대 타자의 타이밍을 빼앗도록’ 던지는 것이었다. 고바야시의 말에 의하면 “세계 제일의 타자인 사다하루를 잡기 위해서는 어떻게 하면 좋을까”라고 생각한 끝에 짜낸 폼이었기 때문에 사다하루는 “가장 던지기 쉬운 상대”였다고 말했다. 요미우리 시절 고바야시는 한신의 언더핸드 투수였던 우에다 지로를 가정한 타격 연습으로 투수 역할을 맡았는데 사다하루는 고바야시가 던지는 공에 타이밍이 맞지 않았고 타격 연습 후에 컨디션이 떨어지는 경우도 있었다. 한신에 이적한 후에도 고바야시는 사다하루와 궁합이 잘 맞았고 사다하루는 고바야시를 공략하기 위해 외다리 타법을 봉인하고 두 다리로 타석에 선 적도 있었다.
한신 시절에 고바야시와 배터리를 구성했던 와카나 요시하루는 고바야시에 대해 “견제구를 능숙하게 던질 수 없었다”라고 말했다. 스냅 스로(손목의 힘을 이용해서 던지는 것)가 서툴러 1982년 4월 3일 요코하마 다이요 웨일스전에서는 타자 다카기 요시카즈를 고의 사구하려고 던진 공이 3루 측으로 벗어나 폭투가 되어 끝내기 패배를 당했다. ‘고의 사구 폭투에 의한 끝내기 패배’는 1952년에 가네다 마사이치가 기록한 이후 두 번째 사례이며 개막전에서는 물론 사상 최초였다.
가케후 마사유키에 의하면, 위기 상황에서도 마운드에 내야수가 모이는 것을 거절해 ‘그것이 나의 미학이다’라고 말했다고 한다.

## 상세 정보

### 출신 학교
- 돗토리 현립 유라이쿠에이 고등학교

### 선수 경력
- 젠다이마루
- 요미우리 자이언츠(1973년 ~ 1978년)
- 한신 타이거스(1979년 ~ 1983년)

### 지도자·기타 경력
지도자
- 긴테쓰 버펄로스 1군 투수 코치(1997년 ~ 1998년)
- 오사카 긴테쓰 버펄로스 2군 투수 코치(1999년)
- 오사카 긴테쓰 버펄로스 1군 투수 코치(2000년 ~ 2001년)
- SK 와이번스 2군 투수 인스트럭터(2007년)
- 홋카이도 닛폰햄 파이터스 2군 투수 코치(2009년)

해설자
- TBS 야구 해설자(1984년 ~ 1991년)
- 아사히 방송 야구 해설자(1995년 ~ 1996년)
- 도쿄 스포츠 평론가(2006년)

### 수상·타이틀 경력

#### 타이틀
- 다승왕 : 1회(1979년)

#### 수상
- 사와무라 에이지상 : 2회(1977년, 1979년)
- 베스트 나인 : 2회(1977년, 1979년)
- 최우수 투수 : 2회(1977년, 1979년)
- 월간 MVP : 1회(1979년 6월)

### 개인 기록

#### 첫 기록
- 첫 등판 : 1973년 9월 26일, 대 주니치 드래건스 24차전(고라쿠엔 구장), 7회초에 3번째 투수로서 구원 등판·마무리, 3이닝 무실점
- 첫 탈삼진 : 상동, 7회초에 에토 쇼조로부터
- 첫 승리 : 1974년 4월 20일, 대 주니치 드래건스 1차전(고라쿠엔 구장), 4회초에 2번째 투수로서 구원 등판·마무리, 6이닝 무실점
- 첫 선발·첫 완투 승리·첫 완봉 승리 : 1974년 5월 26일, 대 히로시마 도요 카프 9차전(히로시마 시민 구장)
- 첫 세이브 : 1974년 6월 2일, 대 야쿠르트 스왈로스 9차전(고라쿠엔 구장), 9회초에 2번째 투수로서 구원 등판·마무리, 1이닝 무실점

#### 기록 달성 경력
- 통산 1000투구 이닝 : 1979년 7월 3일, 대 야쿠르트 스왈로스 13차전(한신 고시엔 구장), 9회초 2사에 달성
- 통산 100승 : 1981년 4월 28일, 대 요코하마 다이요 웨일스 3차전(요코하마 스타디움), 10이닝 2실점 완투 승리 ※역대 79번째
- 통산 1500투구 이닝 : 1981년 5월 29일, 대 요코하마 다이요 웨일스 6차전(요코하마 스타디움), 9회말 1사에 달성
- 통산 1000탈삼진 : 1981년 8월 4일, 대 요코하마 다이요 웨일스 16차전(요코하마 스타디움), 4회말에 야시키 가나메로부터 ※역대 62번째
- 통산 2000투구 이닝 : 1983년 9월 4일, 대 야쿠르트 스왈로스 20차전(삿포로시 마루야마 구장), 4회말 2사에 달성

#### 기타
- 올스타전 출장 : 7회(1976년 ~ 1981년, 1983년)
- 일본 시리즈 등판 경기 : 6경기(1976년) ※시리즈 타이 기록
- 일본 시리즈 연속 무주자 : 23(1976년 3차전 도중 ~ 7차전) ※당시 일본 시리즈 기록(2007년 5차전에서 야마이 다이스케가 24로 경신)

### 등번호
- 40(1973년)
- 19(1974년 ~ 1983년)
- 70(1997년 ~ 2001년)
- 79(2009년)

### 연도별 투수 성적
| 연 도       | 소 속       | 등 판 | 선 발 | 완 투 | 완 봉 | 무 4 구 | 승 리 | 패 전 | 세 이 브 | 홀 드 | 승 률 | 타 자 | 이 닝  | 피 안 타 | 피 홈 런 | 볼 넷 | 고 4 | 몸 맞 | 탈 삼 진 | 폭 투 | 보 크 | 실 점 | 자 책 점 | 평 자 책 | W H I P |
| ----------- | ----------- | ----- | ----- | ----- | ----- | ------- | ----- | ----- | -------- | ----- | ----- | ----- | ------ | -------- | -------- | ----- | ---- | ----- | -------- | ----- | ----- | ----- | -------- | -------- | ------- |
| 1973년      | 요미우리    | 6     | 0     | 0     | 0     | 0       | 0     | 0     | --       | --    | ----  | 40    | 11.1   | 5        | 0        | 2     | 0    | 0     | 6        | 1     | 0     | 0     | 0        | 0.00     | 0.62    |
| 1974년      | 요미우리    | 44    | 9     | 2     | 1     | 0       | 8     | 5     | 2        | --    | .615  | 538   | 130.1  | 125      | 10       | 29    | 5    | 4     | 72       | 2     | 0     | 48    | 35       | 2.42     | 1.18    |
| 1975년      | 요미우리    | 28    | 12    | 3     | 1     | 1       | 5     | 6     | 0        | --    | .455  | 456   | 106.1  | 103      | 8        | 32    | 5    | 14    | 42       | 0     | 0     | 50    | 39       | 3.31     | 1.27    |
| 1976년      | 요미우리    | 43    | 29    | 7     | 1     | 1       | 18    | 8     | 2        | --    | .692  | 868   | 217.1  | 192      | 30       | 47    | 5    | 9     | 129      | 0     | 0     | 77    | 72       | 2.99     | 1.10    |
| 1977년      | 요미우리    | 42    | 30    | 11    | 3     | 0       | 18    | 8     | 7        | --    | .692  | 897   | 216.1  | 197      | 25       | 65    | 9    | 4     | 155      | 0     | 2     | 89    | 70       | 2.92     | 1.21    |
| 1978년      | 요미우리    | 43    | 31    | 5     | 0     | 2       | 13    | 12    | 2        | --    | .520  | 805   | 191.1  | 176      | 23       | 73    | 11   | 12    | 130      | 3     | 1     | 97    | 87       | 4.10     | 1.30    |
| 1979년      | 한신        | 37    | 36    | 17    | 5     | 2       | 22    | 9     | 1        | --    | .710  | 1129  | 273.2  | 227      | 23       | 75    | 7    | 15    | 200      | 4     | 0     | 101   | 88       | 2.89     | 1.10    |
| 1980년      | 한신        | 37    | 34    | 21    | 1     | 0       | 15    | 14    | 0        | --    | .517  | 1127  | 280.1  | 241      | 36       | 57    | 3    | 20    | 179      | 1     | 0     | 104   | 94       | 3.02     | 1.06    |
| 1981년      | 한신        | 32    | 30    | 17    | 2     | 2       | 16    | 10    | 2        | --    | .615  | 937   | 230.0  | 202      | 15       | 53    | 7    | 14    | 156      | 0     | 1     | 82    | 77       | 3.01     | 1.11    |
| 1982년      | 한신        | 27    | 25    | 4     | 2     | 1       | 11    | 9     | 0        | --    | .550  | 688   | 163.1  | 154      | 17       | 47    | 3    | 8     | 95       | 1     | 0     | 72    | 62       | 3.42     | 1.23    |
| 1983년      | 한신        | 35    | 32    | 9     | 3     | 2       | 13    | 14    | 1        | --    | .481  | 890   | 209.0  | 202      | 31       | 60    | 3    | 11    | 109      | 0     | 0     | 116   | 94       | 4.05     | 1.25    |
| 통산 : 11년 | 통산 : 11년 | 374   | 268   | 96    | 19    | 11      | 139   | 95    | 17       | --    | .594  | 8375  | 2029.1 | 1824     | 218      | 540   | 58   | 111   | 1273     | 12    | 4     | 836   | 718      | 3.18     | 1.16    |

- 굵은 글씨는 시즌 최고 성적.

## 관련 정보

### 저서
- 《남자는 언제나 외로운 히어로(男はいつも淋しいヒーロー)》(프로메테우스 출판사, 1983년) ISBN 4-938499-01-0
- 《고바야시 시게루의 즐거운 야구: 투수편(小林繁の楽しい野球：投手編)》(고미네 쇼텐, 1989년 9월) ISBN 4-338-08505-3

### 연재
- 《고바야시 시게루의 세완 파란 반생기(小林繁の細腕波乱半生記)》(2006년, 당시 전속 평론가를 맡은 《도쿄 스포츠》에서 연재했던 자서전. 사망한 2010년 1월부터 《재록·고바야시 시게루의 세완 파란 반생기》로서 재연재)[97][주 20]

### 영화
- 《수라의 무리》(1984년, 도에이) - 타가미 케이 역[146]

### 광고
- 기린 베버리지 《기린 토마토 주스》(고바야시 아세이와 공동 출연)
- 아사히 오토 센터(1984-85년)
- 메가네탑(1985년, 타카시마 타다오와 공동 출연)
- 기자쿠라(TV CM) ※에가와 스구루와 공동 출연한 것이 2007년 10월 11일부터 방영[147][주 21]

### 주해
1. ↑  1979년 5월 3일 요미우리전(고라쿠엔 구장)에서는 부진에 시달리던 요미우리를 분발시키는 의미로 호리우치 쓰네오를 상대로 일부러 왼쪽 타석에 서서 안타를 때려냈다.[1]
2. ↑  고바야시는 초등학생 시절에 연식야구용 공으로 드롭 커브를 던질 수 있게 됐다.[9]
3. ↑  당시에는 전년도 드래프트 회의 지명 후 3월부터의 시즌에서 사회인 팀에 소속돼 있었을 경우, 가을의 일본 산업 대항 야구 대회가 종료할 때까지는 프로팀에 입단할 수 없었다.
4. ↑  한화로 치면 2억 8,336만 8,000원이다.
5. ↑  한신에서는 지금까지 구도 가즈히코의 등번호가 19번이었지만 고바야시의 이적에 의해 26번으로 변경했으며[71]
6. ↑  가케후는 이 1979년 시즌에 개인 최다인 48개의 홈런을 기록하여 홈런왕을 차지했다.
7. ↑  곤도 다카오의 말에 의하면, “한신은 요미우리와는 달라 모두가 힘을 모아 이긴다고 하는 의식이 적은 팀이었다”라고 말했다.[87]
8. ↑  1951년 5월에 ‘라디오 도쿄’라는 상호로 회사를 설립. 같은 해 12월 25일에 라디오 방송국으로서 개국. 1953년 12월부터 KRT의 약칭을 사용. 1955년 4월에 텔레비전 본방송 개시·라디오 텔레비전 겸영국이 된다. 1960년 11월 29일에 회사명을 도쿄 방송·약칭을 TBS로 변경. 이후 라디오 부문에 대해 ‘도쿄 라디오’(1961년 이후에는 ‘TBS 라디오’), 텔레비전 부문에 대해서는 ‘도쿄 TV’(1961년 이후에는 ‘TBS TV’)로 불리게 된다. 2001년 10월에 라디오 부문이 TBS 라디오&커뮤니케이션즈(약칭: TBS R&C), 2009년 4월에 텔레비전 부문이 TBS TV로 각각 분리하여 방송 지주회사화(회사명을 도쿄 방송 홀딩스·약칭을 TBSHD로 각각 변경). TBS의 약칭은 ‘TBS 테레비’로 이행됐다. 2016년 4월에 TBS R&C는 TBS 라디오로 회사명을 변경. 2020년 10월에 TBS HD는 TBS 홀딩스로 회사명 변경.
9. ↑  참고:
  - TBS 야구 해설자였던 것에 대해서…[94]
  - TBS 야구 해설자로서의 재임 기간에 대해
    - TBS 사사의 역대 프로 야구 해설자 목록에서 1984년부터 1991년까지 명기[95]
    - 긴테쓰 코치 퇴임 후 《12구단 전 선수 컬러 백과 명감》에서 해설자로 소개됐을 때, 현역 은퇴 후 긴테쓰 코치로 취임할 때까지 13년 간 일한 것으로 취급된다.
10. ↑  참고:
  - ‘꽂히고 있다’라는 표현을 고안한 것에 대해서는 다음 기사에서도 본인의 발언으로 소개되고 있다.[97]
11. ↑  아내 구미코는 후지 TV 계열에서 당시 방송됐던 요리 버라이어티 프로그램 《요리의 철인》에 출연한 경력이 있어(1998년 6월 5일 방송, 상대는 프랑스 요리사인 사카이 히로유키) 시즌 중의 OA면서 고바야시 본인도 같은 프로그램에 출연했다.
12. ↑  1951년 3월 15일에 아사히 방송(ABC)이라는 상호로 회사를 설립. 같은 해 11월 11일에 라디오 단영국으로서 개국. 1959년 6월에 오사카 TV 방송(OTV)을 합병하여 라디오·텔레비전 겸영국이 된다. 2018년 4월에 아사히 방송 그룹 홀딩스로 회사명 변경·방송 지주회사화하여 라디오 방송 업무는 아사히 방송 라디오(ABC 라디오), 텔레비전 방송 업무는 아사히 방송 TV(ABC TV)로서 각각 자회사의 운영으로 이행.
13. ↑  참고:
  - ABC 야구 해설자였던 거에 대해서…[94]
    - 1995년…[100]
    - 1996년…[101]
14. ↑  나시다는 고바야시의 1년 후배이며 당시 인접한 현이자 시마네현에 있는 시마네 현립 하마다 고등학교 야구부에 소속돼 있었다.[106]
15. ↑  참고:
  - 2003년부터 2004년까지 《12구단 전 선수 컬러 백과 명감》에서 J SKY SPORTS의 야구 해설자로 소개(2003년에는 ‘J스카이스포츠’로 표기[2], 2004년은 ‘J스카이S’로 표기[3]
  - J SKY SPORTS 야구 해설자였던 것에 대해서는 아래 정보도 참조.
    - 2002년… 5월 3일 야쿠르트 대 주니치[112]
16. ↑  참고:
  - 도쿄 스포츠 전속 평론가였던 것에 대해서는 다음 정보를 참조.
    - 2006년 당시…[97]
17. ↑  그 사이 2005년부터 2008년까지 《12구단 전 선수 컬러 백과 명감》에는 CS계 해설자로 소개된 바 있다.
  - 《12구단 전 선수 컬러 백과 명감 2005》(《홈런》 2005년 3월호 증간. 동 31일, 일본 스포츠 출판사 발행) P.237 게재된 프로필
  - 《12구단 전 선수 컬러 백과 명감 2006》(《홈런》 2006년 3월호 증간. 동 31일, 일본 스포츠 출판사 발행) P.237 게재된 프로필
  - 《12구단 전 선수 컬러 백과 명감 2007》(《홈런》 2007년 3월호 증간. 동 26일, 일본 스포츠 출판사 발행) P.236 게재된 프로필
  - 《12구단 전 선수 컬러 백과 명감 2008》(《넷머니》 2008년 3월호 증간. 동 31일, 고사이도 출판 발행) P.280 게재된 프로필
18. ↑  참고:
  - 2010년 1군 투수 코치가 된 것은 다음 자료를 참조(헤이세이 22년으로 표기[94]).
19. ↑  이 추도전에서는 고바야시가 고교 시절에 출전했던 모든 경기(연습 경기를 포함)의 기록표와 아버지가 만든 스크랩북, 다이마루 시절 비단 판매장에서 근무했던 모습이 담긴 사진 등이 전시됐다.[135]
20. ↑  참고:
  - 2006년 5월…(2010년 웹에서의 재록[144])
  - TBS 해설자 시절에도 평론가로 활동한 적이 있다.
    - 1987년[145]
21. ↑  참고:
  - 기자쿠라 TV CM에 대해 명기[148][94]

### 출전
1. ↑  『ベースボール・マガジン』（ベースボール・マガジン社）2024年6月号「小林繁と阪神タイガース 反骨のサイドスロー伝説」、19頁。
2. 1 2  《12구단 전 선수 컬러 백과 명감 2003》(《홈런》 2003년 3월호 증간. 동 29일, 일본 스포츠 출판사 발행) P.237 게재된 프로필.
3. 1 2  《12구단 전 선수 컬러 백과 명감 2004》(《홈런》 2004년 3월호 증간. 동 31일, 일본 스포츠 출판사 발행) P.237 게재된 프로필.
4. ↑  참고(출신지) :
  - 아카사키정이라고 명기한다.[2][3]
5. ↑  곤도 다카오 2010, 16-19쪽.
6. ↑  《프로 야구인국기 주고쿠편 완전판》(베이스볼 매거진사)
7. ↑  곤도 다카오 2010, 20쪽.
8. ↑  “審判にクレーム、小林少年の素顔　虎番疾風録其の四（１０）”. 산케이 신문. 2022년 3월 18일. 2022년 3월 29일에 확인함.
9. ↑  곤도 다카오 2010, 18-19쪽.
10. 1 2  곤도 다카오 2010, 24쪽.
11. ↑  곤도 다카오 2010, 25-27쪽.
12. ↑  곤도 다카오 2010, 29-30·32쪽.
13. ↑  “天国から地獄へ　関大から告げられた衝撃事実　虎番疾風録其の四（１１）”. 산케이 신문. 2022년 3월 22일. 2022년 3월 29일에 확인함.
14. ↑  곤도 다카오 2010, 31쪽.
15. ↑  곤도 다카오 2010, 30-37쪽.
16. 1 2  시즈메 가쓰야 2014, 62쪽.
17. ↑  시즈메 가쓰야 2014, 185쪽.
18. ↑  곤도 다카오 2010, 38-42·45쪽.
19. ↑  “勤務は呉服売り場⁉「でもまた野球ができる」　虎番疾風録其の四（１２）”. 산케이 신문. 2022년 3월 23일. 2022년 3월 29일에 확인함.
20. ↑  곤도 다카오 2010, 45-47쪽.
21. ↑  곤도 다카오 2010, 47-48쪽.
22. ↑  곤도 다카오 2010, 47쪽.
23. ↑  곤도 다카오 2010, 48쪽.
24. ↑  곤도 다카오 2010, 19쪽.
25. ↑  곤도 다카오 2010, 48-51쪽.
26. ↑  곤도 다카오 2010, 55쪽.
27. 1 2  “「助けてくれたのは大丸です」　プロ入りを拒否　虎番疾風録其の四（１３）”. 산케이 신문. 2022년 3월 24일. 2022년 3월 29일에 확인함.
28. ↑  곤도 다카오 2010, 55-59·62쪽.
29. ↑  곤도 다카오 2010, 62쪽.
30. ↑  곤도 다카오 2010, 59-63쪽.
31. ↑  곤도 다카오 2010, 64-65쪽.
32. ↑  곤도 다카오 2010, 66-67쪽.
33. ↑  곤도 다카오 2010, 67-68쪽.
34. ↑  곤도 다카오 2010, 70-73·78쪽.
35. ↑  곤도 다카오 2010, 180쪽.
36. ↑  곤도 다카오 2010, 76-77쪽.
37. ↑  곤도 다카오 2010, 77-79쪽.
38. ↑  곤도 다카오 2010, 79-84쪽.
39. 1 2  곤도 다카오 2010, 85쪽.
40. ↑  곤도 다카오 2010, 123-124쪽.
41. ↑  곤도 다카오 2010, 76쪽.
42. ↑  곤도 다카오 2010, 88쪽.
43. 1 2  「辞めてやる」…再就職はプロゴルファー　虎番疾風録其の四(74) - 산케이 신문, 2022년 6월 23일
44. ↑  곤도 다카오 2010, 94-100쪽.
45. ↑  「死ぬ気でやれ」…心に響いた先輩の言葉　虎番疾風録其の四(75) - 산케이 신문, 2022년 6월 24일
46. ↑  곤도 다카오 2010, 100-103쪽.
47. ↑  곤도 다카오 2010, 105쪽.
48. ↑  곤도 다카오 2010, 108·111-112쪽.
49. ↑  곤도 다카오 2010, 112-113쪽.
50. ↑  곤도 다카오 2010, 113-122쪽.
51. ↑  곤도 다카오 2010, 122쪽.
52. ↑  〈シリーズ連載 レジェンドを訪ねる 昭和世代の言い残し　新浦壽夫・2〉. 《슈칸 베이스볼》. 2023年11月20日号. 베이스볼 매거진사. 61쪽.
53. ↑  江川氏「申し訳ない。一生消えない」 - 닛칸 스포츠, 2010년 1월 18일
54. 1 2 3 4 5 6 7 8  슈칸 분슌 2000, 29-30쪽.
55. 1 2  곤도 다카오 2010, 123-125쪽.
56. ↑  곤도 다카오 2010, 124쪽.
57. ↑  야자키 료이치 1999, 19·23·25쪽.
58. 1 2  곤도 다카오 2010, 125쪽.
59. ↑  야자키 료이치 1999, 25쪽.
60. ↑  곤도 다카오 2010, 129쪽.
61. ↑  곤도 다카오 2010, 121-122쪽.
62. ↑  곤도 다카오 2010, 130쪽.
63. ↑  곤도 다카오 2010, 130-131쪽.
64. ↑  야자키 료이치 1999, 31쪽.
65. ↑  곤도 다카오 2010, 131쪽.
66. ↑  곤도 다카오 2010, 133쪽.
67. ↑  곤도 다카오 2010, 138-139쪽.
68. ↑  곤도 다카오 2010, 139쪽.
69. ↑  야자키 료이치 1999, 52-53쪽.
70. 1 2 3  곤도 다카오 2010, 142쪽.
71. ↑  곤도 다카오 2010, 144쪽.
72. ↑  곤도 다카오 2010, 147쪽.
73. 1 2 3 4  에가와 스구루 & 가케후 마사유키 2010, 82-84쪽.
74. ↑  곤도 다카오 2010, 149-155쪽.
75. ↑  야자키 료이치 1999, 20쪽.
76. ↑  곤도 다카오 2010, 127-128쪽.
77. ↑  곤도 다카오 2010, 155쪽.
78. ↑  곤도 다카오 2010, 162쪽.
79. ↑  곤도 다카오 2010, 162-163쪽.
80. 1 2  곤도 다카오 2010, 166쪽.
81. ↑  곤도 다카오 2010, 166-167쪽.
82. 1 2  곤도 다카오 2010, 167-168쪽.
83. ↑  곤도 다카오 2010, 168쪽.
84. ↑  야자키 료이치 1999, 47-48쪽.
85. ↑  곤도 다카오 2010, 171쪽.
86. ↑  곤도 다카오 2010, 171-172쪽.
87. ↑  곤도 다카오 2010, 164쪽.
88. ↑  곤도 다카오 2010, 172-173쪽.
89. ↑  야마다 다카미치 2013, 11쪽.
90. 1 2  “１３勝投手、電撃引退のナゾ　虎番疾風録其の四（８）”. 산케이 신문. 2022년 3월 16일. 2022년 3월 29일에 확인함.
91. ↑  곤도 다카오 2010, 173-174쪽.
92. ↑  곤도 다카오 2010, 175쪽.
93. ↑  川藤ひとりだけに打ち明けていた引退の真相。（5/5） - ‘Number Web’, 2010년 4월 9일 전달. ※《Sports Graphic Number》 751호, ‘창간 30주년 특별 편집 프로 야구 인간 교차점 2010’(「創刊30周年特別編集 プロ野球 人間交差点 2010」, 2010년 4월 1일 발매) 게재 《에가와 스구루×고바야시 시게루 “‘비극의 영웅’ 유전의 31년간”(『江川卓×小林繁 「“悲劇のヒーロー”流転の31年間」』)》(문: 아베 다마키)으로부터의 재수록(유료 회원 한정 기사).
94. 1 2 3 4 5 6  트루마사 공식 홈페이지 프로필(인터넷 아카이브 2010년 1월 20일자 보존 캐시)
95. ↑  《TBS50년사》 자료편 P.234 게재 ‘주요 스포츠 프로그램 해설자’에서 프로 야구 해설자 목록을 참조.
96. ↑  곤도 다카오 2010, 182쪽.
97. 1 2 3 4 5  小林繁さんの言葉 - 『東スポWEB』（東京スポーツ電子版）内「デスク発ウラ話」 2017年6月12日12時配信（文：山口真司＝運動部デスク）
98. ↑  곤도 다카오 2010, 186쪽.
99. ↑  곤도 다카오 2010, 185쪽.
100. ↑  《'95 프로 야구 12구단 전 선수 컬러 백과 명감》(《홈런》 1995년 3월호 증간. 동 15일, 일본 스포츠 출판사 발행) P.203 게재된 프로필.
101. ↑  《'96 프로 야구 12구단 전 선수 컬러 백과 명감》(《홈런》 1996년 3월호 증간. 동 31일, 일본 스포츠 출판사 발행) P.202 게재된 프로필.
102. ↑  곤도 다카오 2010, 187-188쪽.
103. ↑  곤도 다카오 2010, 188쪽.
104. 1 2 3  阿部珠樹『神様は返事を書かない スポーツノンフィクション傑作選』文藝春秋、2023年11月27日、ISBN 4-16-391783-7、p255。
105. ↑  「ボクは生き急ぎ過ぎていた」　さまざまな挑戦、借金…これも人生、波乱の半生に悔いなし虎番疾風録其の四　小林繁伝（４２９） - 산케이 신문
106. ↑  곤도 다카오 2010, 44쪽.
107. 1 2 3  「ボクは生き急ぎ過ぎていた」　さまざまな挑戦、借金…これも人生、波乱の半生に悔いなし 虎番疾風録其の四　小林繁伝（４２９）
108. ↑  곤도 다카오 2010, 188-189쪽.
109. ↑  小林さん抜けるような投手に…岩隈タイトル宣言 - Sponichi
110. ↑  球団最後の優勝を経験した唯一の現役選手、岩隈久志が近鉄時代に学んだ大切なこと - 요미타이
111. ↑  곤도 다카오 2010, 189-190쪽.
112. ↑  Ｊスカイスタジアム2002 ヤクルト vs 中日（05/03） - J SKY SPORTS 공식 홈페이지로부터, 2002년 5월 3일 18:00부터 방송 예정인 야쿠르트 대 주니치전 중계 정보(인터넷 아카이브 동 4월 24일자 보존 캐시) ※해설자로서 ‘고바야시 시게루’의 크레디트가 있음.
113. 1 2 3 4  阿部珠樹『神様は返事を書かない スポーツノンフィクション傑作選』文藝春秋、2023年11月27日、ISBN 4-16-391783-7、p257。
114. ↑  곤도 다카오 2010, 190쪽.
115. 1 2 3 4 5  『神様は返事を書かない』、p258。
116. 1 2 3 4 5 6 7  『神様は返事を書かない』、p259。
117. ↑  곤도 다카오 2010, 196쪽.
118. ↑  ハム小林繁コーチ、方針は「シカト育成」 - 닛칸 스포츠
119. ↑  곤도 다카오 2010, 198-199쪽.
120. ↑  “小林総監督永眠” (일본어). オールスター福井. 2010년 10월 12일에 확인함.[깨진 링크(과거 내용 찾기)]
121. ↑  元阪神・小林繁が遺した「ノート」 MVP左腕が"夢追う野球人"へ伝える若き日の財産 - Full-Count
122. ↑  곤도 다카오 2010, 206-209쪽.
123. 1 2  『神様は返事を書かない』、p260。
124. ↑  곤도 다카오 2010, 209쪽.
125. 1 2  야자키 료이치 1999, 34쪽.
126. ↑  야자키 료이치 1999, 34-35쪽.
127. ↑  곤도 다카오 2010, 9-10쪽.
128. ↑  곤도 다카오 2010, 12쪽.
129. ↑  곤도 다카오 2010, 197쪽.
130. ↑  日本ハム小林繁投手コーチ突然死…57歳 - 닛칸 스포츠
131. ↑  곤도 다카오 2010, 213-214쪽.
132. ↑  ‘小林繁さん急死＝57歳 巨人、阪神の元投手’ - 마이니치 신문, 2010년 1월 17일.
133. ↑  곤도 다카오 2010, 215쪽.
134. ↑  곤도 다카오 2010, 215-216쪽.
135. ↑  곤도 다카오 2010, 44-45쪽.
136. ↑  “小林繁さん功績たたえ記念碑建立　山田修義や平沼翔太を指導”. 후쿠이 신문. 2016년 1월 17일에 원본 문서에서 보존된 문서. 2016년 1월 16일에 확인함.
137. 1 2  곤도 다카오 2010, 169쪽.
138. 1 2  곤도 다카오 2010, 157쪽.
139. ↑  야자키 료이치 1999, 45-46쪽.
140. ↑  곤도 다카오 2010, 78쪽.
141. ↑  곤도 다카오 2010, 158-161쪽.
142. ↑  【プロ野球OBに会いに行く】王さんに１本足打法させなかった小林繁投手を語る【若菜嘉晴】【高橋慶彦】 - YouTube
143. ↑  곤도 다카오 2010, 170쪽.
144. ↑  小林繁さんが語った江川事件（2） - 『東スポWEB』内「ハミ出し東スポ」【小林繁の細腕波乱半生記：プレイバック2】2010年1月18日配信 ※《도쿄 스포츠》 2006년 5월 24일자 지면으로부터의 재록. 링크는 인터넷 아카이브 2011년 12월 11일자 보존 캐시
145. ↑  《도쿄 스포츠》2019년 3월 29일자 6면에 게재된 곤도 아키히토의 부고로부터, 1987년 당시 본지 야구 평론가의 대담 기획에서 곤도, 지바 시게루, 오시타 쓰요시와 함께 임하는 모습이 사진 첨부에서 소개.
146. ↑  allcinema 프로필을 참조
147. ↑  黄桜CMで、小林繁さん・江川卓さんが初共演!! - 기자쿠라 공식 홈페이지내의 보도 자료, 2007년 10월 12일
148. ↑  트루마사 공식 홈페이지 프로필(인터넷 아카이브 2008년 8월 27일자 보존 캐시)

## 참고 문헌
- 곤도 다카오 (2010). 《情熱のサイドスロー 小林繁物語》 [정열의 사이드암 고바야시 시게루 이야기]. 다케쇼보. ISBN 4-8124-4187-0.
- 야자키 료이치 (1999). 《元・巨人 ジャイアンツを去るということ》 [교진 자이언츠를 떠난다는 것]. 더 마사다. ISBN 4-915977-79-X.
- “小林繁が初めて明かす江川卓「空白の一日」” [고바야시 시게루가 처음으로 밝히는 에가와 스구루 ‘공백의 하루’]. 《슈칸 분슌》 (분게이슌주) (2000년 1월 6·13일 신년 특대호). 2000.
- 시즈메 가쓰야 (2014). 《伝説の剛速球投手 君は山口高志を見たか》 [전설의 강속구 투수 - 그대는 야마구치 다카시를 보았는가]. 고단샤. ISBN 4-06-219260-8.
- 에가와 스구루·가케후 마사유키 (2010). 《巨人 - 阪神論》 [요미우리-한신론]. 角川oneテーマ21. 가도카와 쇼텐. ISBN 978-4-04-710234-7.
- 야마다 다카미치 (2013). 《粘着! プロ野球むしかえしニュース》 [밀착! 프로 야구 되풀이되는 뉴스]. 다카라지마샤. ISBN 978-4-80-021026-5.
- 《TBS 50년사》(TBS50年史, 2002년 1월, 도쿄 방송편, 발행)…일본 국립국회도서관 서지 정보
  - 자료편
  - DVD-ROM 《하이브리드 검색편》
- 《더 테레비란 1975-1990》(ザ・テレビ欄 1975〜1990, 2009년 3월 31일, TO 북스 발행) ISBN 978-4-904376-07-2 ※ 1975년부터 1990년에 발행된 《스포츠 닛폰》, 《호치 신문》 각 신문 도쿄판 텔레비전란의 일부 수록(판권장에 ‘협력’으로서 ‘주식회사 스포츠 닛폰 신문사’, ‘주식회사 호치 신문사’ 등의 크레디트 있음).
- 테레비 드라마 데이터베이스
- 라디오 도쿄 스피리츠 (TBS 라디오 개국 60주년 기념 특설 홈페이지. 인터넷 아카이브 2012년 3월 1일자 보존 캐시)로부터 전송된 TBS 라디오 프로그램 편성표